# Filip Jörgensen
Filip Jörgensen (Municipio de Lomma, Suecia, 16 de abril de 2002) es un futbolista sueco con nacionalidad danesa que juega de portero en el Chelsea F. C. de la Premier League.

## Trayectoria
Nacido en Lomma, se formó en las categorías inferiores del GIF Nike Lomma y Malmö FF de su país natal. En 2014, con apenas 11 años, llegó a España e ingresó en las categorías inferiores del AD Penya Arrabal y unos meses más tarde, en la cantera del R. C. D. Mallorca. 
En 2015 ingresó en la cantera del Villareal C. F. para jugar en categoría infantil. Tras ir quemando etapas en el conjunto castellonense, en la temporada 2020-21 formaría parte de la plantilla del Villarreal C. F. "C" en la Tercera División. En la misma temporada, formó parte del Villarreal C. F. "B", con el que disputó 16 partidos en la Segunda División.
El 11 de junio de 2022, el Villarreal C. F. "B" logró el ascenso a la Segunda División, tras vencer en la final de la eliminatoria por el ascenso al Club Gimnàstic de Tarragona por dos goles a cero en el Estadio de Balaídos. Durante esa temporada, participó en 14 partidos de liga y 7 encuentros de la Liga Juvenil de la UEFA.

## Selección nacional
Jørgensen nació en Suecia de padre danés y madre sueca.
El 20 de mayo de 2018, debuta con la selección de fútbol sub-16 de Suecia en un encuentro amistoso frente a Selección de fútbol sub-16 de Turquía en Siljevi.
El 9 de septiembre de 2018, debuta con la Selección de fútbol sub-17 de Suecia en un encuentro amistoso frente a Dinamarca en Gundadalur (Islas Feroe).
El 3 de septiembre de 2021, debuta con la selección de fútbol sub-21 de Dinamarca en un encuentro amistoso frente a Grecia en el Gladsaxe Stadion. Meses más tarde, disputaría varios encuentros con la sub-21 danesa para la clasificación de la Eurocopa Sub-21 de 2021.

## Estadísticas

### Clubes
Actualizado al último partido disputado el 28 de mayo de 2025.
| Villarreal C. F. "B" · España         | 2.ª B         | 2020-21       | 16 | 19  | ― | ― | ―  | ―  | 16  | 19  |
| Villarreal C. F. "B" · España         | 1.ª F         | 2021-22       | 14 | 10  | ― | ― | ―  | ―  | 14  | 10  |
| Villarreal C. F. "B" · España         | 2.ª           | 2022-23       | 11 | 11  | ― | ― | ―  | ―  | 11  | 11  |
| Villarreal C. F. "B" · España         | Total club    | Total club    | 41 | 40  | 0 | 0 | 0  | 0  | 41  | 40  |
| Villarreal C. F. · España             | 1.ª           | 2021-22       | 0  | 0   | 1 | 1 | 0  | 0  | 1   | 1   |
| Villarreal C. F. · España             | 1.ª           | 2022-23       | 2  | 3   | 1 | 3 | 3  | 4  | 6   | 10  |
| Villarreal C. F. · España             | 1.ª           | 2023-24       | 36 | 63  | 1 | 1 | 0  | 0  | 37  | 64  |
| Villarreal C. F. · España             | Total club    | Total club    | 38 | 66  | 3 | 5 | 3  | 4  | 44  | 75  |
| Chelsea F. C. Inglaterra              | 1.ª           | 2024-25       | 6  | 9   | 3 | 2 | 14 | 11 | 23  | 22  |
| Chelsea F. C. Inglaterra              | Total club    | Total club    | 6  | 9   | 3 | 2 | 14 | 11 | 23  | 22  |
| Total carrera                         | Total carrera | Total carrera | 85 | 115 | 6 | 7 | 17 | 15 | 108 | 137 |
| (1) Hace referencia a goles encajados |               |               |    |     |   |   |    |    |     |     |

## Palmarés

### Títulos internacionales
| Título                            | Equipo           | Sede           | Año  |
| --------------------------------- | ---------------- | -------------- | ---- |
| Liga Europa de la UEFA            | Villarreal C. F. | Gdansk         | 2021 |
| Liga Conferencia de la UEFA       | Chelsea F. C.    | Breslavia      | 2025 |
| Copa Mundial de Clubes de la FIFA | Chelsea F. C.    | Estados Unidos | 2025 |